# Brillantaisia lamium
Espèce
Synonymes
- Brillantaisia eminii Lindau[1]
- Brillantaisia lamium (Nees) Benth. (Nees) Benth. (préféré par UICN)[2]
- Brillantaisia palisotii Lindau[1]
- Brillantaisia subcordata De Wild. & T.Durand[1]
- Leucorhaphis lamium Nees[2] [1] [3]

Statut de conservation UICN

 LC  : Préoccupation mineure
Brillantaisia lamium (Nees) Benth. est une espèce de plantes à fleurs de la famille des Acanthaceae et du genre Brillantaisia. C'est une plante herbacée présente en Afrique tropicale.

## Description
C'est une herbe dressée pérenne dont la hauteur peut atteindre 1,5 m.

## Distribution
L'espèce est présente depuis la Guinée jusqu'en Angola, également dans l'ouest de la Tanzanie.

## Utilisation
Les feuilles en décoction possèdent des propriétés anti-inflammatoires.